# Lucianische Fußballnationalmannschaft der Frauen
Die lucianische Frauenfußballnationalmannschaft ist eine Auswahlmannschaft der St. Lucia Football Association, die das Land St. Lucia auf internationaler Ebene bei Frauen-Länderspielen vertritt. Die Mannschaft nahm bislang nur an der Karibikmeisterschaft und an der Qualifikation zum CONCACAF W Championship teil, jedoch nicht am CONCACAF W Championship selbst oder an Weltmeisterschaften. Derzeitiger Trainer ist Trevor Anderson.

## Geschichte
Ihr erstes Spiel absolvierte die Mannschaft bei der Karibikmeisterschaft 2000. Das Spiel gegen die Britischen Jungferninseln wurde mit 8:0 gewonnen. Nach einem weiteren Sieg im Rückspiel qualifizierte sich St. Lucia für die Hauptrunde. Nach einem Sieg gegen St. Vincent und die Grenadinen, einem Unentschieden gegen Suriname und einer Niederlage gegen Haiti belegte die Mannschaft im Turnier den zweiten Platz. Im Rahmen der Qualifikation zum CONCACAF Women’s Gold Cup 2002 gewann das Team gegen die Bahamas, erzielte ein Unentschieden gegen die Dominikanische Republik und verlor gegen Haiti. Mit dem zweiten Gruppenplatz wurde die Qualifikation verpasst. Ebenso wurde bei der Qualifikation zum CONCACAF Women’s Gold Cup 2006 nach Siegen gegen St. Kitts und Nevis und Antigua und Barbuda und einer Niederlage gegen Jamaika der zweite Platz in der Gruppe erreicht. In der ersten Qualifikationsrunde der Qualifikation zum CONCACAF Women’s Gold Cup 2010 erreichte St. Lucia nach Siegen gegen Antigua und Barbuda und die Amerikanischen Jungferninseln den ersten Platz in der Gruppe. In der zweiten Runde wurden allerdings alle Spiele gegen Trinidad und Tobago, Guyana und Barbados verloren. Bei der Karibikmeisterschaft 2014, die auch als Qualifikation zum CONCACAF Women’s Gold Cup 2014 fungierte, belegte St. Lucia nach Niederlagen gegen die Dominikanische Republik und Jamaika den letzten Platz in der Gruppe. Nachdem Antigua und Barbuda und die Cayman Islands ihre Teilnahme an der Qualifikation zum Fußballturnier der Olympischen Spiele 2016 zurückzogen, musste St. Lucia nur gegen Trinidad und Tobago spielen, verlor jedoch Hin- und Rückspiel. Bei der Karibikmeisterschaft 2018 belegte St. Lucia nach Siegen gegen St. Vincent und die Grenadinen und St. Kitts und Nevis und einem Unentschieden gegen Dominica den ersten Gruppenplatz. Eine Finalrunde gab es bei dem Turnier nicht. Im gleichen Jahr fand auch die Qualifikation zum CONCACAF Women’s Gold Cup 2018 statt, bei der St. Lucia nach Siegen gegen Curaçao und St. Vincent und die Grenadinen und einer Niederlage gegen Antigua und Barbuda allerdings nur den zweiten Platz belegte, was nicht zur Qualifikation reichte. Bei der Qualifikation zum Fußballturnier der Olympischen Spiele 2020 konnte St. Lucia nur gegen die Amerikanischen Jungferninseln gewinnen und verlor gegen Barbados, Jamaika und Kuba, womit die Qualifikation ebenfalls verpasst wurde. Bei der Qualifikation zum CONCACAF W Gold Cup 2024 belegte die Mannschaft in Gruppe C2 nach zwei Siegen gegen Guadeloupe und zwei Niederlagen gegen Kuba den zweiten Platz.

## Turniere

### Weltmeisterschaft
- 1991 bis 2023 – nicht teilgenommen

### CONCACAF W Championship / Gold Cup
- 1991 bis 2000 – nicht teilgenommen
- 2002 – nicht qualifiziert
- 2006 – nicht qualifiziert
- 2010 – nicht qualifiziert
- 2014 – nicht qualifiziert
- 2018 – nicht qualifiziert
- 2022 – nicht teilgenommen
- 2024 – nicht qualifiziert

### Karibikmeisterschaft
- 2000 – Zweiter Platz
- 2014 – Gruppenphase
- 2018 – Gruppenerster